# Tour d'Italie 1987
La 70e édition du Tour d'Italie s'est élancée de San Remo le 21 mai 1987 et est arrivée à Saint-Vincent le 13 juin. Longue de 3915 kilomètres, l'épreuve est remportée par l'Irlandais Stephen Roche, qui réalise cette année-là le triplé Giro-Tour de France-Championnat du monde.

## Équipes participantes
| N.    | Code | Équipe                        |
| ----- | ---- | ----------------------------- |
| 1-9   | CAR  | Carrera Jeans-Vagabond        |
| 11-19 | ATA  | Atala-Ofmega                  |
| 21-29 | ECO  | Ecoflam-BFB Bruciatori-Mareco |
| 31-39 | ARI  | Ariostea-Gres                 |
| 41-49 | DEL  | Del Tongo-Colnago             |
| 51-59 | FAG  | Fagor-MBK                     |
| 61-69 | FIB  | Fibok-Sidermec-Müller         |
| 71-79 | GEW  | Gewiss-Bianchi                |
| 81-89 | GIS  | Gis Gelati-Jollyscarpe        |
| 91-99 | TVM  | Transvemij-Van Schilt         |

| N.      | Code | Équipe                              |
| ------- | ---- | ----------------------------------- |
| 101-109 | MAG  | Magniflex-Centroscarpa              |
| 111-119 | CJR  | Caja Rural-Orbea                    |
| 121-129 | PAI  | Paini-Sidi                          |
| 131-139 | PAN  | Panasonic                           |
| 141-149 | REM  | Remac-Fanini                        |
| 151-159 | ROL  | Roland-Grana Padano                 |
| 161-169 | SEL  | Selca-Thermomec-Conti-Galli         |
| 171-179 | BRI  | Supermercati Brianzoli-Chateau d'Ax |
| 181-189 | ZAH  | Tokke-Zahor Chocolates              |
| 191-199 | TOS  | Toshiba-Look-La Vie Claire          |

## Étapes
| Étape      | Date     | Villes étapes                       | km        | Vainqueur d'étape     | Leader du classement général |
| Prologue   | 21 mai   | San Remo                            | 4 (CLM)   | Roberto Visentini     | Roberto Visentini            |
| 1rea étape | 22 mai   | San Remo - San Romolo               | 31        | Erik Breukink         | Erik Breukink                |
| 1reb étape | 22 mai   | Poggio di San Remo - San Remo       | 8 (CLM)   | Stephen Roche         | Erik Breukink                |
| 2e étape   | 23 mai   | Imperia - Borgo Val di Taro         | 242       | Moreno Argentin       | Erik Breukink                |
| 3e étape   | 24 mai   | Lerice - Camaiore                   | 43 (CLME) | Carrera               | Stephen Roche                |
| 4e étape   | 25 mai   | Camaiore - Montalcino               | 203       | Moreno Argentin       | Stephen Roche                |
| 5e étape   | 26 mai   | Montalcino - Terni                  | 208       | Eddy Planckaert       | Stephen Roche                |
| 6e étape   | 27 mai   | Terni - Monte Terminillo            | 134       | Jean-Claude Bagot     | Stephen Roche                |
| 7e étape   | 28 mai   | Rieti - Roccaraso                   | 205       | Moreno Argentin       | Stephen Roche                |
| 8e étape   | 29 mai   | Roccaraso - San Giorgio del Sannio  | 168       | Paolo Rosola          | Stephen Roche                |
| 9e étape   | 30 mai   | San Giorgio del Sannio - Bari       | 257       | Urs Freuler           | Stephen Roche                |
| 10e étape  | 1er juin | Bari - Termoli                      | 210       | Paolo Rosola          | Stephen Roche                |
| 11e étape  | 2 juin   | Giulianova - Osimo                  | 245       | Robert Forest         | Stephen Roche                |
| 12e étape  | 3 juin   | Osimo - Bellaria                    | 197       | Guido Bontempi        | Stephen Roche                |
| 13e étape  | 4 juin   | Rimini - Saint-Marin                | 46 (CLM)  | Roberto Visentini     | Roberto Visentini            |
| 14e étape  | 5 juin   | Saint-Marin - Lido di Jesolo        | 260       | Paolo Cimini          | Roberto Visentini            |
| 15e étape  | 6 juin   | Lido di Jesolo - Sappada            | 224       | Johan van der Velde   | Stephen Roche                |
| 16e étape  | 7 juin   | Sappada - Canazei                   | 211       | Johan van der Velde   | Stephen Roche                |
| 17e étape  | 8 juin   | Canazei - Riva del Garda            | 206       | Marco Vitali          | Stephen Roche                |
| 18e étape  | 9 juin   | Riva del Garda - Trescore Balneario | 213       | Giuseppe Calcaterra   | Stephen Roche                |
| 19e étape  | 10 juin  | Trescore Balneario - Madesimo       | 160       | Jean-François Bernard | Stephen Roche                |
| 20e étape  | 11 juin  | Madesimo - Côme                     | 156       | Paolo Rosola          | Stephen Roche                |
| 21e étape  | 12 juin  | Côme - Pila                         | 248       | Robert Millar         | Stephen Roche                |
| 22e étape  | 13 juin  | Aoste – Saint-Vincent               | 32 (CLM)  | Stephen Roche         | Stephen Roche                |

## Classements finals

### Classement général final
| \| Classement général \| Classement général \| Classement général \| Classement général \| Classement général \| \| Coureur \| Coureur \| Pays \| Équipe \| Temps \| \| ------------------ \| --------------------- \| ------------------ \| -------------------------------------- \| ------------------ \| \| 1er \| Stephen Roche \| Irlande \| Carrera Jeans-Vagabond \| 105 h 39 min 40 s \| \| 2e \| Robert Millar \| Royaume-Uni \| Panasonic-Isostar \| + 3 min 40 s \| \| 3e \| Erik Breukink \| Pays-Bas \| Panasonic-Isostar \| + 4 min 17 s \| \| 4e \| Marino Lejarreta \| Espagne \| Caja Rural-Orbea \| + 5 min 11 s \| \| 5e \| Flavio Giupponi \| Italie \| Del Tongo-Colnago \| + 7 min 42 s \| \| 6e \| Marco Giovannetti \| Italie \| Gis Gelati-Jollyscarpe \| + 11 min 05 s \| \| 7e \| Phil Anderson \| Australie \| Panasonic-Isostar \| + 13 min 36 s \| \| 8e \| Peter Winnen \| Pays-Bas \| Panasonic-Isostar \| + 13 min 56 s \| \| 9e \| Johan van der Velde \| Pays-Bas \| Gis Gelati-Jollyscarpe \| + 13 min 56 s \| \| 10e \| Steve Bauer \| Canada \| Toshiba-La Vie claire \| + 14 min 41 s \| \| 11e \| Jokin Mujika \| Espagne \| Caja Rural-Orbea \| + 15 min 14 s \| \| 12e \| Eddy Schepers \| Belgique \| Carrera Jeans-Vagabond \| + 18 min 26 s \| \| 13e \| Claudio Savini \| Italie \| Fibok-Müller-Sidermec \| + 20 min 07 s \| \| 14e \| Franco Chioccioli \| Italie \| Gis Gelati-Jollyscarpe \| + 20 min 39 s \| \| 15e \| Roberto Conti \| Italie \| Selca-Thermomec-Conti-Galli \| + 20 min 49 s \| \| 16e \| Jean-François Bernard \| France \| Toshiba-La Vie claire \| + 21 min 49 s \| \| 17e \| Mario Beccia \| Italie \| Paini-Sidi \| + 22 min 12 s \| \| 18e \| Pedro Muñoz \| Espagne \| Fagor-MBK \| + 23 min 29 s \| \| 19e \| Jiří Škoda \| Tchécoslovaquie \| Ecoflam-BFB Bruciatori-Mareco-Alfa Lum \| + 26 min 37 s \| \| 20e \| Emanuele Bombini \| Italie \| Gewiss-Bianchi \| + 27 min 15 s \| \| 21e \| Éric Caritoux \| France \| Fagor-MBK \| + 28 min 15 s \| \| 22e \| Alessandro Pozzi \| Italie \| Del Tongo-Colnago \| + 28 min 37 s \| \| 23e \| Alberto Volpi \| Italie \| Gewiss-Bianchi \| + 29 min 51 s \| \| 24e \| Rodolfo Massi \| Italie \| Magniflex-Centroscarpa \| + 35 min 11 s \| \| 25e \| Jean-Claude Bagot \| France \| Fagor-MBK \| + 36 min 30 s \| |                       |                 |                                        |                   |
| |                       |                 |                                        |                   |
| |                       |                 |                                        |                   |
| Classement général |                       |                 |                                        |                   |
| Coureur | Coureur               | Pays            | Équipe                                 | Temps             |
| 1er | Stephen Roche         | Irlande         | Carrera Jeans-Vagabond                 | 105 h 39 min 40 s |
| 2e | Robert Millar         | Royaume-Uni     | Panasonic-Isostar                      | + 3 min 40 s      |
| 3e | Erik Breukink         | Pays-Bas        | Panasonic-Isostar                      | + 4 min 17 s      |
| 4e | Marino Lejarreta      | Espagne         | Caja Rural-Orbea                       | + 5 min 11 s      |
| 5e | Flavio Giupponi       | Italie          | Del Tongo-Colnago                      | + 7 min 42 s      |
| 6e | Marco Giovannetti     | Italie          | Gis Gelati-Jollyscarpe                 | + 11 min 05 s     |
| 7e | Phil Anderson         | Australie       | Panasonic-Isostar                      | + 13 min 36 s     |
| 8e | Peter Winnen          | Pays-Bas        | Panasonic-Isostar                      | + 13 min 56 s     |
| 9e | Johan van der Velde   | Pays-Bas        | Gis Gelati-Jollyscarpe                 | + 13 min 56 s     |
| 10e | Steve Bauer           | Canada          | Toshiba-La Vie claire                  | + 14 min 41 s     |
| 11e | Jokin Mujika          | Espagne         | Caja Rural-Orbea                       | + 15 min 14 s     |
| 12e | Eddy Schepers         | Belgique        | Carrera Jeans-Vagabond                 | + 18 min 26 s     |
| 13e | Claudio Savini        | Italie          | Fibok-Müller-Sidermec                  | + 20 min 07 s     |
| 14e | Franco Chioccioli     | Italie          | Gis Gelati-Jollyscarpe                 | + 20 min 39 s     |
| 15e | Roberto Conti         | Italie          | Selca-Thermomec-Conti-Galli            | + 20 min 49 s     |
| 16e | Jean-François Bernard | France          | Toshiba-La Vie claire                  | + 21 min 49 s     |
| 17e | Mario Beccia          | Italie          | Paini-Sidi                             | + 22 min 12 s     |
| 18e | Pedro Muñoz           | Espagne         | Fagor-MBK                              | + 23 min 29 s     |
| 19e | Jiří Škoda            | Tchécoslovaquie | Ecoflam-BFB Bruciatori-Mareco-Alfa Lum | + 26 min 37 s     |
| 20e | Emanuele Bombini      | Italie          | Gewiss-Bianchi                         | + 27 min 15 s     |
| 21e | Éric Caritoux         | France          | Fagor-MBK                              | + 28 min 15 s     |
| 22e | Alessandro Pozzi      | Italie          | Del Tongo-Colnago                      | + 28 min 37 s     |
| 23e | Alberto Volpi         | Italie          | Gewiss-Bianchi                         | + 29 min 51 s     |
| 24e | Rodolfo Massi         | Italie          | Magniflex-Centroscarpa                 | + 35 min 11 s     |
| 25e | Jean-Claude Bagot     | France          | Fagor-MBK                              | + 36 min 30 s     |

### Classements annexes finals
| Classement par points | Classement par points | Classement par points | Classement par points  | Classement par points |
| Coureur               | Coureur               | Pays                  | Équipe                 | Points                |
| --------------------- | --------------------- | --------------------- | ---------------------- | --------------------- |
| 1er                   | Johan van der Velde   | Pays-Bas              | Gis Gelati-Jollyscarpe | 175 pts               |
| 2e                    | Paolo Rosola          | Italie                | Gewiss-Bianchi         | 171 pts               |
| 3e                    | Stephen Roche         | Irlande               | Carrera Jeans-Vagabond | 153 pts               |
| 4e                    | Erik Breukink         | Pays-Bas              | Panasonic-Isostar      | 144 pts               |
| 5e                    | Marino Lejarreta      | Espagne               | Caja Rural-Orbea       | 110 pts               |

| Classement par points | Classement par points | Classement par points | Classement par points  | Classement par points |
| Coureur               | Coureur               | Pays                  | Équipe                 | Points                |
| --------------------- | --------------------- | --------------------- | ---------------------- | --------------------- |
| 1er                   | Johan van der Velde   | Pays-Bas              | Gis Gelati-Jollyscarpe | 175 pts               |
| 2e                    | Paolo Rosola          | Italie                | Gewiss-Bianchi         | 171 pts               |
| 3e                    | Stephen Roche         | Irlande               | Carrera Jeans-Vagabond | 153 pts               |
| 4e                    | Erik Breukink         | Pays-Bas              | Panasonic-Isostar      | 144 pts               |
| 5e                    | Marino Lejarreta      | Espagne               | Caja Rural-Orbea       | 110 pts               |

| Classement de la montagne | Classement de la montagne | Classement de la montagne | Classement de la montagne | Classement de la montagne |
| Coureur                   | Coureur                   | Pays                      | Équipe                    | Points                    |
| ------------------------- | ------------------------- | ------------------------- | ------------------------- | ------------------------- |
| 1e                        | Robert Millar             | Royaume-Uni               | Panasonic-Isostar         | 97 pts                    |
| 2e                        | Jean-Claude Bagot         | France                    | Fagor-MBK                 | 53 pts                    |
| 3e                        | Johan van der Velde       | Pays-Bas                  | Gis Gelati-Jollyscarpe    | 32 pts                    |
| 4e                        | Roberto Pagnin            | Italie                    | Gewiss-Bianchi            | 26 pts                    |
| 5e                        | Marino Lejarreta          | Espagne                   | Caja Rural-Orbea          | 26 pts                    |

| Classement de la montagne | Classement de la montagne | Classement de la montagne | Classement de la montagne | Classement de la montagne |
| Coureur                   | Coureur                   | Pays                      | Équipe                    | Points                    |
| ------------------------- | ------------------------- | ------------------------- | ------------------------- | ------------------------- |
| 1e                        | Robert Millar             | Royaume-Uni               | Panasonic-Isostar         | 97 pts                    |
| 2e                        | Jean-Claude Bagot         | France                    | Fagor-MBK                 | 53 pts                    |
| 3e                        | Johan van der Velde       | Pays-Bas                  | Gis Gelati-Jollyscarpe    | 32 pts                    |
| 4e                        | Roberto Pagnin            | Italie                    | Gewiss-Bianchi            | 26 pts                    |
| 5e                        | Marino Lejarreta          | Espagne                   | Caja Rural-Orbea          | 26 pts                    |

| Classement du meilleur jeune | Classement du meilleur jeune | Classement du meilleur jeune | Classement du meilleur jeune           | Classement du meilleur jeune |
| Coureur                      | Coureur                      | Pays                         | Équipe                                 | Temps                        |
| ---------------------------- | ---------------------------- | ---------------------------- | -------------------------------------- | ---------------------------- |
| 1er                          | Roberto Conti                | Italie                       | Selca-Thermomec-Conti-Galli            | 106 h 00 min 33 s            |
| 2e                           | Jiří Škoda                   | Tchécoslovaquie              | Ecoflam-BFB Bruciatori-Mareco-Alfa Lum | + 5 min 48 s                 |
| 3e                           | Rodolfo Massi                | Italie                       | Magniflex-Centroscarpa                 | + 14 min 22 s                |
| 4e                           | Andreas Kappes               | Allemagne                    | Toshiba-La Vie claire                  | + 16 min 29 s                |
| 5e                           | Stefano Tomasini             | Italie                       | Remac-Fanini                           | + 20 min 40 s                |

| Classement du meilleur jeune | Classement du meilleur jeune | Classement du meilleur jeune | Classement du meilleur jeune           | Classement du meilleur jeune |
| Coureur                      | Coureur                      | Pays                         | Équipe                                 | Temps                        |
| ---------------------------- | ---------------------------- | ---------------------------- | -------------------------------------- | ---------------------------- |
| 1er                          | Roberto Conti                | Italie                       | Selca-Thermomec-Conti-Galli            | 106 h 00 min 33 s            |
| 2e                           | Jiří Škoda                   | Tchécoslovaquie              | Ecoflam-BFB Bruciatori-Mareco-Alfa Lum | + 5 min 48 s                 |
| 3e                           | Rodolfo Massi                | Italie                       | Magniflex-Centroscarpa                 | + 14 min 22 s                |
| 4e                           | Andreas Kappes               | Allemagne                    | Toshiba-La Vie claire                  | + 16 min 29 s                |
| 5e                           | Stefano Tomasini             | Italie                       | Remac-Fanini                           | + 20 min 40 s                |

| Classement du combiné | Classement du combiné | Classement du combiné | Classement du combiné  | Classement du combiné |
| Coureur               | Coureur               | Pays                  | Équipe                 | Points                |
| --------------------- | --------------------- | --------------------- | ---------------------- | --------------------- |
| 1er                   | Stephen Roche         | Irlande               | Carrera Jeans-Vagabond | 90 pts                |
| 2e                    | Robert Millar         | Royaume-Uni           | Panasonic-Isostar      | 69 pts                |
| 3e                    | Paolo Rosola          | Italie                | Gewiss-Bianchi         | 60 pts                |
| 4e                    | Johan van der Velde   | Pays-Bas              | Gis Gelati-Jollyscarpe | 59 pts                |
| 5e                    | Erik Breukink         | Pays-Bas              | Panasonic-Isostar      | 47 pts                |

| Classement du combiné | Classement du combiné | Classement du combiné | Classement du combiné  | Classement du combiné |
| Coureur               | Coureur               | Pays                  | Équipe                 | Points                |
| --------------------- | --------------------- | --------------------- | ---------------------- | --------------------- |
| 1er                   | Stephen Roche         | Irlande               | Carrera Jeans-Vagabond | 90 pts                |
| 2e                    | Robert Millar         | Royaume-Uni           | Panasonic-Isostar      | 69 pts                |
| 3e                    | Paolo Rosola          | Italie                | Gewiss-Bianchi         | 60 pts                |
| 4e                    | Johan van der Velde   | Pays-Bas              | Gis Gelati-Jollyscarpe | 59 pts                |
| 5e                    | Erik Breukink         | Pays-Bas              | Panasonic-Isostar      | 47 pts                |

#### Classement par équipes au temps
| Classement par équipes | Classement par équipes | Classement par équipes | Classement par équipes |
| Équipe                 | Équipe                 | Pays                   | Temps                  |
| ---------------------- | ---------------------- | ---------------------- | ---------------------- |
| 1re                    | Panasonic-Isostar      | Pays-Bas               | 313 h 06 min 14 s      |
| 2e                     | Carrera Jeans-Vagabond | Italie                 | + 9 min 03 s           |
| 3e                     | Gis Gelati-Jollyscarpe | Italie                 | + 21 min 25 s          |

## Liste des coureurs
| Carrera-Vagabond-Peugeot               | Carrera-Vagabond-Peugeot               | Carrera-Vagabond-Peugeot               | Gewiss-Bianchi                | Gewiss-Bianchi                | Gewiss-Bianchi                | Remac-Fanini                        | Remac-Fanini                        | Remac-Fanini                        |
| -------------------------------------- | -------------------------------------- | -------------------------------------- | ----------------------------- | ----------------------------- | ----------------------------- | ----------------------------------- | ----------------------------------- | ----------------------------------- |
| 1                                      | Roberto Visentini                      | NP 22ª                                 | 71                            | Moreno Argentin               | 31º                           | 141                                 | Mario Beccia                        | 17º                                 |
| 2                                      | Guido Bontempi                         | 108º                                   | 72                            | Emanuele Bombini              | 20º                           | 142                                 | Pierino Gavazzi                     | 71º                                 |
| 3                                      | Stephen Roche                          | 1º                                     | 73                            | Stefan Brykt                  | NP 7ª                         | 143                                 | Luigi Botteon                       | 70º                                 |
| 4                                      | Bruno Leali                            | 57º                                    | 74                            | Dario Mariuzzo                | 115º                          | 144                                 | Alberto Elli                        | 36º                                 |
| 5                                      | Massimo Ghirotto                       | 60º                                    | 75                            | Roberto Pagnin                | 41º                           | 145                                 | Sergio Finazzi                      | 67º                                 |
| 6                                      | Davide Cassani                         | 43º                                    | 76                            | Renato Piccolo                | 47º                           | 146                                 | Marco Tabai                         | 66º                                 |
| 7                                      | Eddy Schepers                          | 12º                                    | 77                            | Paolo Rosola                  | 126º                          | 147                                 | Stefano Tomasini                    | 30º                                 |
| 8                                      | Francesco Rossignoli                   | 87º                                    | 78                            | Alberto Volpi                 | 23º                           | 148                                 | Alessio Di Basco                    | 122º                                |
| 9                                      | Claudio Chiappucci                     | 48º                                    | 79                            | Lars Wahlqvist                | R 16ª                         | 149                                 | Paolo Cimini                        | 88º                                 |
| Atala-Ofmega                           | Atala-Ofmega                           | Atala-Ofmega                           | Gis Gelati-Jollyscarpe        | Gis Gelati-Jollyscarpe        | Gis Gelati-Jollyscarpe        | Roland-Grana Padano                 | Roland-Grana Padano                 | Roland-Grana Padano                 |
| 11                                     | Gianni Bugno                           | R 17ª                                  | 81                            | Adriano Baffi                 | 125º                          | 151                                 | Hennie Kuiper                       | 44º                                 |
| 12                                     | Giuseppe Calcaterra                    | 106º                                   | 82                            | Franco Chioccioli             | 14º                           | 152                                 | Dietrich Thurau                     | 52º                                 |
| 13                                     | Salvatore Cavallaro                    | 116º                                   | 83                            | Federico Ghiotto              | R 16ª                         | 153                                 | John Bogers                         | R 12ª                               |
| 14                                     | Dante Morandi                          | 133º                                   | 84                            | Marco Giovannetti             | 6º                            | 154                                 | Johan Capiot                        | 131º                                |
| 15                                     | Ezio Moroni                            | NP 11ª                                 | 85                            | Giuseppe Petito               | 77º                           | 155                                 | Herman Frison                       | NP 6ª                               |
| 16                                     | Mario Noris                            | 75º                                    | 86                            | Johan van der Velde           | 9º                            | 156                                 | Jesper Skibby                       | NP 11ª                              |
| 17                                     | Marco Vitali                           | 63º                                    | 87                            | Palmiro Masciarelli           | 110º                          | 157                                 | Brian Holm                          | 100º                                |
| 18                                     | Massimo Podenzana                      | NP 12ª                                 | 88                            | Ennio Salvador                | 83º                           | 158                                 | Rudy Patry                          | 113º                                |
| 19                                     | Urs Freuler                            | 104º                                   | 89                            | Giuseppe Manenti              | NP 21ª                        | 159                                 | Ludwig Wijnants                     | 90º                                 |
| Ecoflam-BFB Bruciatori-Mareco-Alfa Lum | Ecoflam-BFB Bruciatori-Mareco-Alfa Lum | Ecoflam-BFB Bruciatori-Mareco-Alfa Lum | Transvemij-Van Schilt-Hoonved | Transvemij-Van Schilt-Hoonved | Transvemij-Van Schilt-Hoonved | Selca-Thermomec-Conti-Galli         | Selca-Thermomec-Conti-Galli         | Selca-Thermomec-Conti-Galli         |
| 21                                     | Marino Amadori                         | 40º                                    | 91                            | Daniel Wyder                  | 72º                           | 161                                 | Roberto Conti                       | 15º                                 |
| 22                                     | Daniele Caroli                         | R 6ª                                   | 92                            | Jos Lammertink                | 127º                          | 162                                 | Patrizio Gambirasio                 | FT 8ª                               |
| 23                                     | Maurizio Rossi                         | 89º                                    | 93                            | Peter Pieters                 | R 20ª                         | 163                                 | Giovanni Mantovani                  | R 11ª                               |
| 24                                     | Orlando Maini                          | 86º                                    | 94                            | Rob Kleinsman                 | 95º                           | 164                                 | Michele Moro                        | R 8ª                                |
| 25                                     | Maurizio Fondriest                     | R 17ª                                  | 95                            | Jean Habets                   | 62º                           | 165                                 | Romano Randi                        | 92º                                 |
| 26                                     | Camillo Passera                        | 81º                                    | 96                            | Frank Verleyen                | FT 11ª                        | 166                                 | Edoardo Rocchi                      | 58º                                 |
| 27                                     | Marco Zen                              | R 20ª                                  | 97                            | Jan Bogaert                   | 132º                          | 167                                 | Fabrizio Vannucci                   | 64º                                 |
| 28                                     | Jiří Škoda                             | 19º                                    | 98                            | Corneille Daems               | FT 8ª                         | 168                                 | Benny Van Brabant                   | 68º                                 |
| 29                                     | Luciano Boffo                          | 97º                                    | 99                            | Martin Schalkers              | 102º                          | 169                                 | Jesper Worre                        | R 18ª                               |
| Ariostea-Gres                          | Ariostea-Gres                          | Ariostea-Gres                          | Magniflex-Centroscarpa        | Magniflex-Centroscarpa        | Magniflex-Centroscarpa        | Supermercati Brianzoli-Chateau d'Ax | Supermercati Brianzoli-Chateau d'Ax | Supermercati Brianzoli-Chateau d'Ax |
| 31                                     | Kjell Nilsson                          | 34º                                    | 101                           | Enrico Grimani                | 129º                          | 171                                 | Hubert Seiz                         | 65º                                 |
| 32                                     | Alessandro Paganessi                   | 29º                                    | 102                           | Franco Ballerini              | 124º                          | 172                                 | Claudio Corti                       | NP 20ª                              |
| 33                                     | Dag Erik Pedersen                      | 59º                                    | 103                           | Angelo Canzonieri             | R 20ª                         | 173                                 | Stefano Allocchio                   | 128º                                |
| 34                                     | Valerio Piva                           | 74º                                    | 104                           | Bruno Cenghialta              | 84º                           | 174                                 | Gerhard Zadrobilek                  | R 18ª                               |
| 35                                     | Fabio Roscioli                         | 103º                                   | 105                           | Flavio Chesini                | 98º                           | 175                                 | Antonio Bevilacqua                  | 78º                                 |
| 36                                     | Patrick Serra                          | 73º                                    | 106                           | Enrico Galleschi              | 96º                           | 176                                 | Franco Vona                         | 32º                                 |
| 37                                     | Marco Saligari                         | 54º                                    | 107                           | Alessandro Giannelli          | 42º                           | 177                                 | Stefano Zanatta                     | 112º                                |
| 38                                     | Maurizio Vandelli                      | 50º                                    | 108                           | Rodolfo Massi                 | 24º                           | 178                                 | Tony Rominger                       | R 21ª                               |
| 39                                     | Alfio Vandi                            | 33º                                    | 109                           | Mauro Antonio Santaromita     | 38º                           | 179                                 | Milan Jurčo                         | 107º                                |
| Del Tongo-Colnago                      | Del Tongo-Colnago                      | Del Tongo-Colnago                      | Caja Rural-Orbea              | Caja Rural-Orbea              | Caja Rural-Orbea              | Tokke-Zahor Chocolates              | Tokke-Zahor Chocolates              | Tokke-Zahor Chocolates              |
| 41                                     | Giuseppe Saronni                       | NP 17ª                                 | 111                           | Marino Lejarreta              | 4º                            | 181                                 | Juan Fernández Martín               | 94º                                 |
| 42                                     | Gianbattista Baronchelli               | NP 15ª                                 | 112                           | Jokin Mujika                  | 11º                           | 182                                 | Juan Tomás Martínez                 | 37º                                 |
| 43                                     | Francesco Cesarini                     | NP 16ª                                 | 113                           | Mathieu Hermans               | NP 11ª                        | 183                                 | Jesús Ibáñez                        | 56º                                 |
| 44                                     | Maurizio Colombo                       | 118º                                   | 114                           | Wim Meijer                    | R 12ª                         | 184                                 | Santiago Portillo                   | 76º                                 |
| 45                                     | Flavio Giupponi                        | 5º                                     | 115                           | Pascal Jules                  | 85º                           | 185                                 | Juan María Eguiarte                 | R 17ª                               |
| 46                                     | Alessandro Pozzi                       | 22º                                    | 116                           | Roland Le Clerc               | 79º                           | 186                                 | Ángel de las Heras                  | 45º                                 |
| 47                                     | Ennio Vanotti                          | 39º                                    | 117                           | Jesús Arambarri               | R 9ª                          | 187                                 | Manuel Carrera                      | R 6ª                                |
| 48                                     | Czesław Lang                           | 51º                                    | 118                           | Jaime Vilamajo                | 99º                           | 188                                 | Vicente Prado                       | R 17ª                               |
| 49                                     | Lech Piasecki                          | 53º                                    | 119                           | José Julián Balaguer          | 105º                          | 189                                 | José María Palacín                  | 130º                                |
| Fagor-MBK                              | Fagor-MBK                              | Fagor-MBK                              | Paini-Sidi                    | Paini-Sidi                    | Paini-Sidi                    | Toshiba-Look-La Vie Claire          | Toshiba-Look-La Vie Claire          | Toshiba-Look-La Vie Claire          |
| 51                                     | Pedro Muñoz                            | 18º                                    | 121                           | Rocco Cattaneo                | R 16ª                         | 191                                 | Kim Andersen                        | R 17ª                               |
| 52                                     | Frank Hoste                            | 119º                                   | 122                           | Mauro Gianetti                | R 18ª                         | 192                                 | Steve Bauer                         | 10º                                 |
| 53                                     | Sean Yates                             | R 20ª                                  | 123                           | Gianluca Brugnami             | 35º                           | 193                                 | Jean-François Bernard               | 16º                                 |
| 54                                     | Pol Verschuere                         | R 17ª                                  | 124                           | Paul Popp                     | 101º                          | 194                                 | Philippe Chevallier                 | 55º                                 |
| 55                                     | Jean-Claude Bagot                      | 25º                                    | 125                           | Harald Maier                  | R 15ª                         | 195                                 | Othmar Häfliger                     | 109º                                |
| 56                                     | Robert Forest                          | 28º                                    | 126                           | Primož Čerin                  | NP 11ª                        | 196                                 | Christian Jourdan                   | R 18ª                               |
| 57                                     | Christian Chaubet                      | 123º                                   | 127                           | Luigi Furlan                  | 49º                           | 197                                 | Andreas Kappes                      | 26º                                 |
| 58                                     | Éric Caritoux                          | 21º                                    | 128                           | Mauro Longo                   | R 16ª                         | 198                                 | Jaanus Kuum                         | 82º                                 |
| 59                                     | Jean-René Bernaudeau                   | NP 10ª                                 | 129                           | Sergio Scremin                | 80º                           | 199                                 | Johan Lammerts                      | 120º                                |
| Fibok-Alba Cucine                      | Fibok-Alba Cucine                      | Fibok-Alba Cucine                      | Panasonic                     | Panasonic                     | Panasonic                     |                                     |                                     |                                     |
| 61                                     | Stefano Colagè                         | NP 20ª                                 | 131                           | Phil Anderson                 | 7º                            |                                     |                                     |                                     |
| 62                                     | Marco Franceschini                     | 91º                                    | 132                           | Robert Millar                 | 2º                            |                                     |                                     |                                     |
| 63                                     | Silvano Ricco                          | 121º                                   | 133                           | Eddy Planckaert               | 117º                          |                                     |                                     |                                     |
| 64                                     | Claudio Savini                         | 13º                                    | 134                           | Erik Breukink                 | 3º                            |                                     |                                     |                                     |
| 65                                     | Claudio Vandelli                       | FT 8ª                                  | 135                           | Henk Lubberding               | 69º                           |                                     |                                     |                                     |
| 66                                     | Enrico Pochini                         | 46º                                    | 136                           | John Talen                    | 114º                          |                                     |                                     |                                     |
| 67                                     | Gottfried Schmutz                      | 93º                                    | 137                           | Guy Nulens                    | 27º                           |                                     |                                     |                                     |
| 68                                     | Richard Trinkler                       | 61º                                    | 138                           | Theo de Rooy                  | 111º                          |                                     |                                     |                                     |
| 69                                     | Bruno Hürlimann                        | R 17ª                                  | 139                           | Peter Winnen                  | 8º                            |                                     |                                     |                                     |